# Bichon

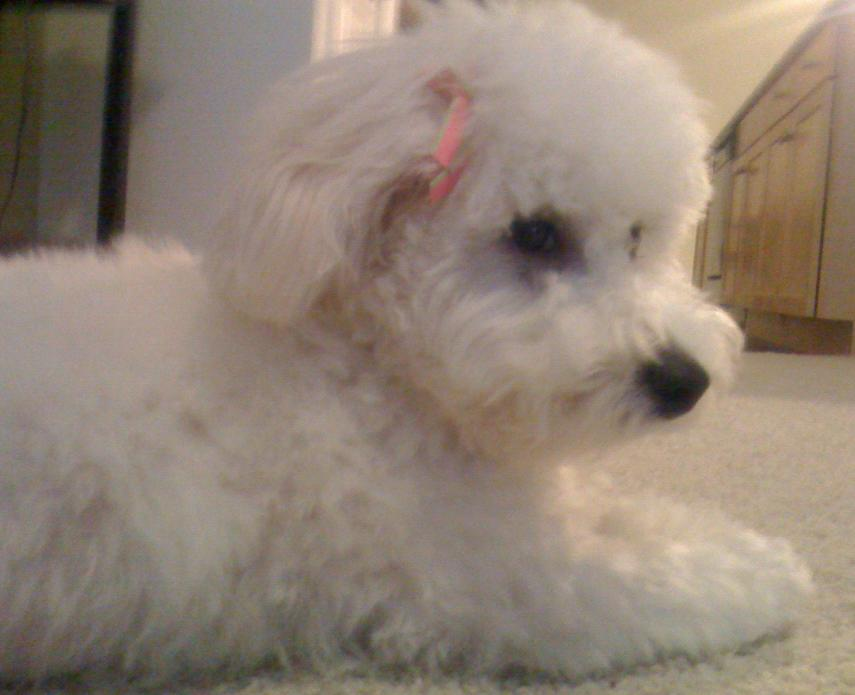
Bichon

Un bichon este un tip distinct de câine-jucărie⁠(d); este de obicei ținut ca câine de companie⁠(d). Se crede că este descendent din Barbet, se crede că tipul bichon datează cel puțin din secolul al XI-lea; era relativ comună în Franța secolului al XIV-lea, unde erau ținute ca animale de companie ale regalității și aristocrației. Din Franța, acești câini s-au răspândit prin curțile Europei, câini de formă foarte asemănătoare fiind văzuți într-o serie de portrete ale claselor superioare din Germania, Portugalia și Spania; din Europa, tipul s-a răspândit și în coloniile din Africa și America de Sud. Numele „bichon” este considerat a fi o contracție a lui „barbichon”, care înseamnă „micul barbet”.